# Campoplex costulatus
Campoplex costulatus är en stekelart som först beskrevs av Morley 1916.  Campoplex costulatus ingår i släktet Campoplex och familjen brokparasitsteklar. Inga underarter finns listade.